# Kanton Le Havre-2
Der Kanton Le Havre-2 ist seit 1888 ein französischer Wahlkreis für die Wahl des Départementrats im Arrondissement Le Havre im Département Seine-Maritime in der Region Normandie. Das Bureau centralisateur befindet sich in Le Havre.

## Gemeinden
Der Kanton besteht aus drei Gemeinden und Gemeindeteilen mit insgesamt 34.324 Einwohnern (Stand: 1. Januar 2022) auf einer Gesamtfläche von 28,95 km²:
| Gemeinde          | Einwohner 1. Januar 2022 | Fläche km² | Dichte Einw./km² | Code INSEE | Postleitzahl        |
| ----------------- | ------------------------ | ---------- | ---------------- | ---------- | ------------------- |
| Harfleur          | 8.296                    | 4,21       | 1.971            | 76341      | 76700               |
| Le Havre          | 10.357                   | 5,65       | 1.833            | 76351      | 76600, 76610, 76620 |
| Montivilliers     | 15.671                   | 19,09      | 821              | 76447      | 76290               |
| Kanton Le Havre-2 | 34.324                   | 28,95      | 1.186            | 7615       | –                   |

1. ↑   Nur der nordöstliche Teil der Gemeinde, der Rest verteilt sich auf die Kantone Le Havre-1, Le Havre-3, Le Havre-4, Le Havre-5 und Le Havre-6.